# Ao Vivo (álbum de Resgate)
Ao Vivo é o segundo álbum ao vivo da banda brasileira de rock Resgate, gravado ao vivo em novembro de 2003 na Usina Royal, localizada na cidade de Campinas. A obra foi produzida para comemorar quinze anos de existência do conjunto, e foi o primeiro álbum a ser produzido por Dudu Borges.
Para a sua versão em CD, três faixas inéditas, de título "O Rio", "O Meu Lugar" e "Mais Longe" foram gravadas. A captação de bateria foi feita no estúdio Domínio Digital, enquanto os vocais e demais instrumentos foram gravados num apartamento de Dudu Borges.

## Antecedentes
Após Eu Continuo de Pé, o tecladista Dudu Borges continuou trabalhando com a banda, o que estreitou a relação do músico com os quatro integrantes do grupo. Depois de 8 anos trabalhando com Paulo Anhaia como produtor, o grupo resolveu chamar Dudu para produzir o show Ao Vivo, que comemoraria 15 anos de carreira do grupo.

## Gravação
O álbum foi gravado na Usina Royal, na cidade de Campinas, no interior do estado de São Paulo, em novembro de 2003. Fizeram parte da obra músicas de quase todos os álbuns, incluindo as inéditas de Acústico, liberado em 2001.
No entanto, a obra também incluiu três inéditas, "O Rio", "Mais Longe" e "O Meu Lugar". As três tiveram a maior parte de seus instrumentos gravados num apartamento de Dudu Borges, exceto a bateria, captada no estúdio Domínio Digital.

## Lançamento e recepção
| Críticas profissionais | Críticas profissionais |
| Avaliações da crítica  | Avaliações da crítica  |
| Fonte                  | Avaliação              |
| ---------------------- | ---------------------- |
| Super Gospel           | (favorável)            |
| O Propagador           | [ 4 ]                  |
| Casa Gospel            | (favorável)            |
| Universo Musical       | (favorável)            |

Ao Vivo foi lançado em julho de 2004 pela gravadora Gospel Records e recebeu avaliações favoráveis da crítica. Na época, Márcio Heck disse para o Super Gospel que o grupo "não decepcionou e mandou muito rock’n roll, mesclando músicas de toda a histórica discografia da banda", e destacou, entre as inéditas, "O Meu Lugar" como a melhor de todas. Alex Eduardo, para o Casa Gospel, elogiou a maioria das regravações para o trabalho e disse que o grupo estava "melhorando a cada CD". Retrospectivamente, a obra recebeu uma cotação de 4 de 5 estrelas do guia discográfico do O Propagador. Segundo o guia, "Com guitarras explosivas e a boa participação de Dudu Borges nos teclados, é uma das melhores apresentações para fãs novos da banda".
Na época do lançamento do disco, Hamilton Gomes disse: "A meu ver, não há nenhuma novidade na gravação do CD, temos sim, um acréscimo da energia da banda tocando ao vivo e é claro a participação especial da galera que esteve no show. Vocês vão encontrar versões ao vivo de músicas que ainda não havíamos gravado nesse formato e outras, como "Água Viva" que foi gravada no Acústico e agora ganha uma roupagem diferente, com guitarras e tudo mais."
As inéditas "O Rio" e "O Meu Lugar" representaram Ao Vivo na coletânea de grandes êxitos Pretérito Imperfeito, mais que Perfeito (2011).

## Faixas
1. Água Viva
2. E daí?
3. Sete Dias
4. O Nome da Paz
5. Pra Todos os Efeitos
6. Infinitamente Mais
7. 5:50 AM
8. Sol do Meio Dia
9. A Resposta
10. Restauração
11. Em Todo o Lugar
12. Tempo
13. Daniel
14. Lucifeia
15. Todo Som
16. O Rio
17. Mais Longe
18. O Meu Lugar

## Faixas DVD
1. Água Viva
2. Tempo
3. O Jantar
4. Sete Dias
5. O Nome da Paz
6. Pra Todos os Efeitos
7. Solidão
8. Infinitamente Mais
9. 5:50 AM
10. Sol do Meio Dia
11. Florzinha
12. A Resposta
13. Restauração
14. Em Todo o Lugar
15. E daí?
16. Daniel
17. Lucifeia
18. Todo Som

Extras
- Making Of
- Clipe "Em Todo o Lugar"
- Clipe "Solidão"
- Clipe "O Meu Lugar"

## Ficha técnica
A seguir estão listados os músicos e técnicos envolvidos na produção de Ao Vivo:
Banda
- Zé Bruno - vocais, guitarras
- Hamilton Gomes - vocais de apoio, guitarra
- Marcelo Bassa - baixo
- Jorge Bruno - bateria

Músicos convidados
- Dudu Borges - produção musical, teclado, mixagem e masterização

Equipe técnica
- Josué Silva - coordenação do show
- Ivan Miyazato - engenharia de áudio, mixagem e masterização
- Cláudio Abechain - engenharia de áudio, mixagem e masterização
- Daniel Quirino - vocal de apoio
- Maria Diniz - vocal de apoio
- Eliane - vocal de apoio
- Faty - vocal em "O Meu Lugar"